# Zygodon strictus
Zygodon strictus är en bladmossart som beskrevs av Mitten 1859. Zygodon strictus ingår i släktet ärgmossor, och familjen Orthotrichaceae. Inga underarter finns listade i Catalogue of Life.